# NGC 2340
NGC 2340 је елиптична галаксија у сазвежђу Рис која се налази на NGC листи објеката дубоког неба.
Деклинација објекта је + 50° 10' 29" а ректасцензија 7h 11m 10,7s. Привидна величина (магнитуда) објекта NGC 2340 износи 11,9 а фотографска магнитуда 12,9. Налази се на удаљености од 84,609 милиона парсека од Сунца. NGC 2340 је још познат и под ознакама UGC 3720, MCG 8-13-96, CGCG 234-91, PGC 20338.